# Ralph Stanley
Ralph Stanley (25. února 1927 – 23. června 2016) byl americký zpěvák a hráč na banjo. Narodil se ve vesnici McClure v americkém státě Virginie a hře na banjo se učil od své matky. V roce 1946 založil se svým starším bratrem Carterem hudební duo The Stanley Brothers, se kterým vystupoval následujících dvacet let. Činnost dua byla roku 1966 ukončena smrtí staršího z bratrů. Ralph Stanley později vydal několik sólových alb a spolupracoval s dalšími hudebníky, mezi které patří například T-Bone Burnett a Bob Neuwirth. V roce 2012 přispěl vlastními verzemi písní „White Light/White Heat“ (původně od skupiny The Velvet Underground) a „Fire and Brimstone“ (od Linka Wraye) na soundtrack k filmu Země bez zákona.